# Väggaskolan
Väggaskolan är en kommunal gymnasieskola i Karlshamn vars skolbyggnad är ett byggnadsminne. Skolan var före 1966 Karlshamns högre allmänna läroverk.

## Byggnaden
Skolbyggnaden är ursprungligen ritad av arkitekten Gunnar Asplund och uppförd 1912–18. Den är byggd intill havet på en höjd. Många Karlshamnsbor var skeptiska till läget och menade att blåst och vindar skulle göra byggnaden svår att använda. Emellertid besannades inte dessa farhågor. Byggnaden, inkl. fasta inventarier är in i minsta detalj utformade av Asplund och bildar en tilltalande helhet. Ursprungligen fanns också en hel del möbler ritade av Asplund, men dessa skingrades på 1960-talet och endast ett fåtal återstår.
Senare har skolan byggts till i olika omgångar och i olika byggnadsstilar. En tillbyggnad ritades av Gunnar Asplund och är utförd 1937 i funktionalistisk stil.

## Väggaskolans utbildningsprogram
- Barn- och fritidsprogrammet
- Bygg och anläggningsprogrammet
- Ekonomiprogrammet
- El- och energiprogrammet
- Estetiska programmet
- Fordon- och transportprogrammet
- Hotell- och turismprogrammet
- Introduktionsprogram
- Naturvetenskapsprogrammet

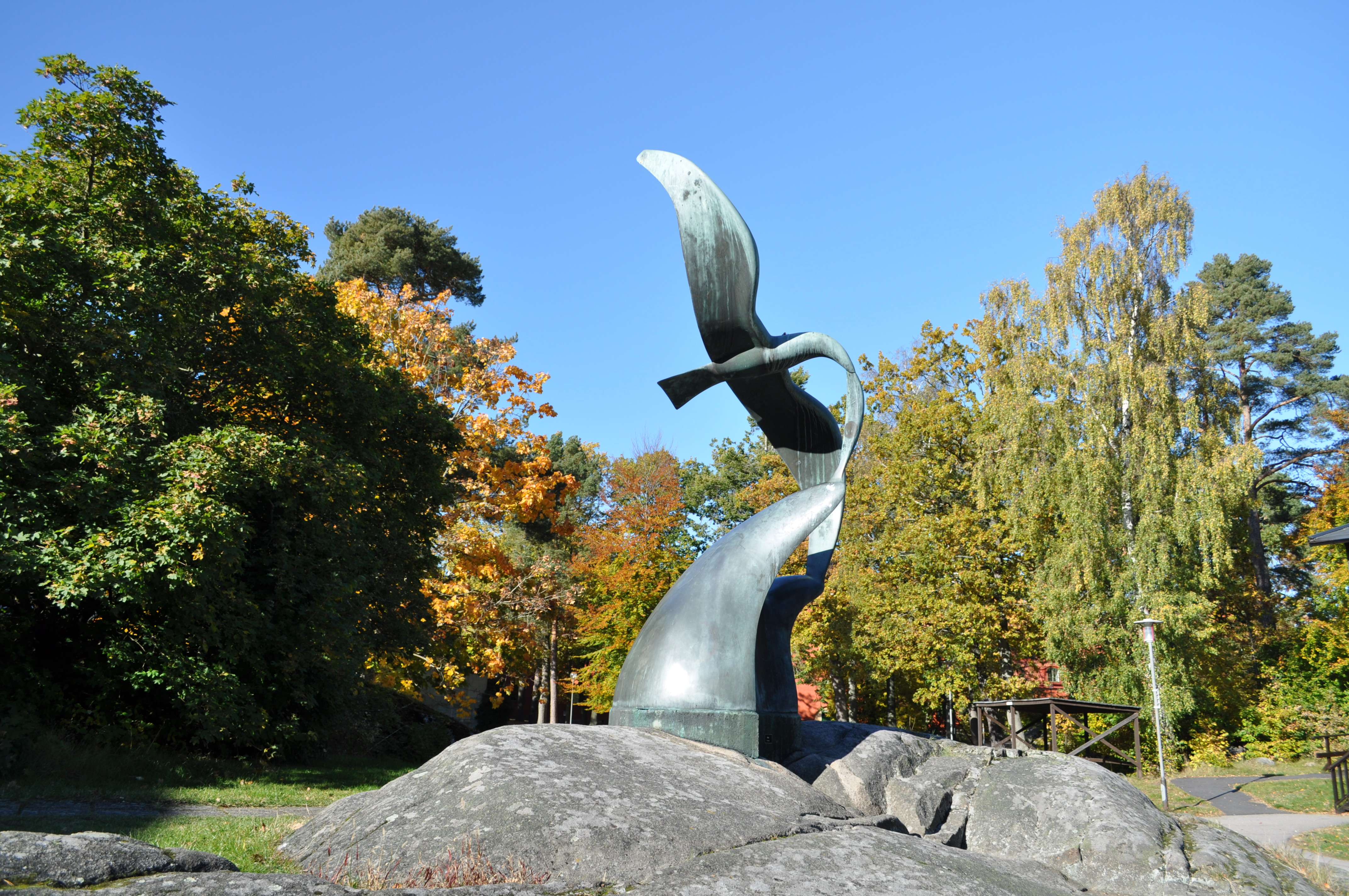
Måsen av Bror Forslund vid Väggaskolan.

- Restaurang- och livsmedelsprogrammet
- Samhällsvetenskapsprogrammet
- Teknikprogrammet
- VVS- och fastighetsprogrammet
- Vård och omsorgsprogrammet